# Rhynchotherium
Rhynchotherium – wymarły rodzaj północnoamerykańskich trąbowców. Posiadał 4 siekacze. Żył w miocenie i pliocenie. Opisał go w 1868 roku Hugh Falconer w oparciu o dolną szczękę pozyskaną w Meksyku.